# Acciano
Acciano é uma comuna italiana da região dos Abruzos, província de Áquila, com cerca de 401 habitantes. Estende-se por uma área de 32 km², tendo uma densidade populacional de 13 hab/km². Faz fronteira com Caporciano, Molina Aterno, Navelli, San Benedetto in Perillis, Secinaro, Tione degli Abruzzi.

## Demografia
| Variação demográfica do município entre 1861 e 2011                               |
|                                                                                   |
| Fonte: Istituto Nazionale di Statistica (ISTAT) - Elaboração gráfica da Wikipedia |